# Pierre Fritsch

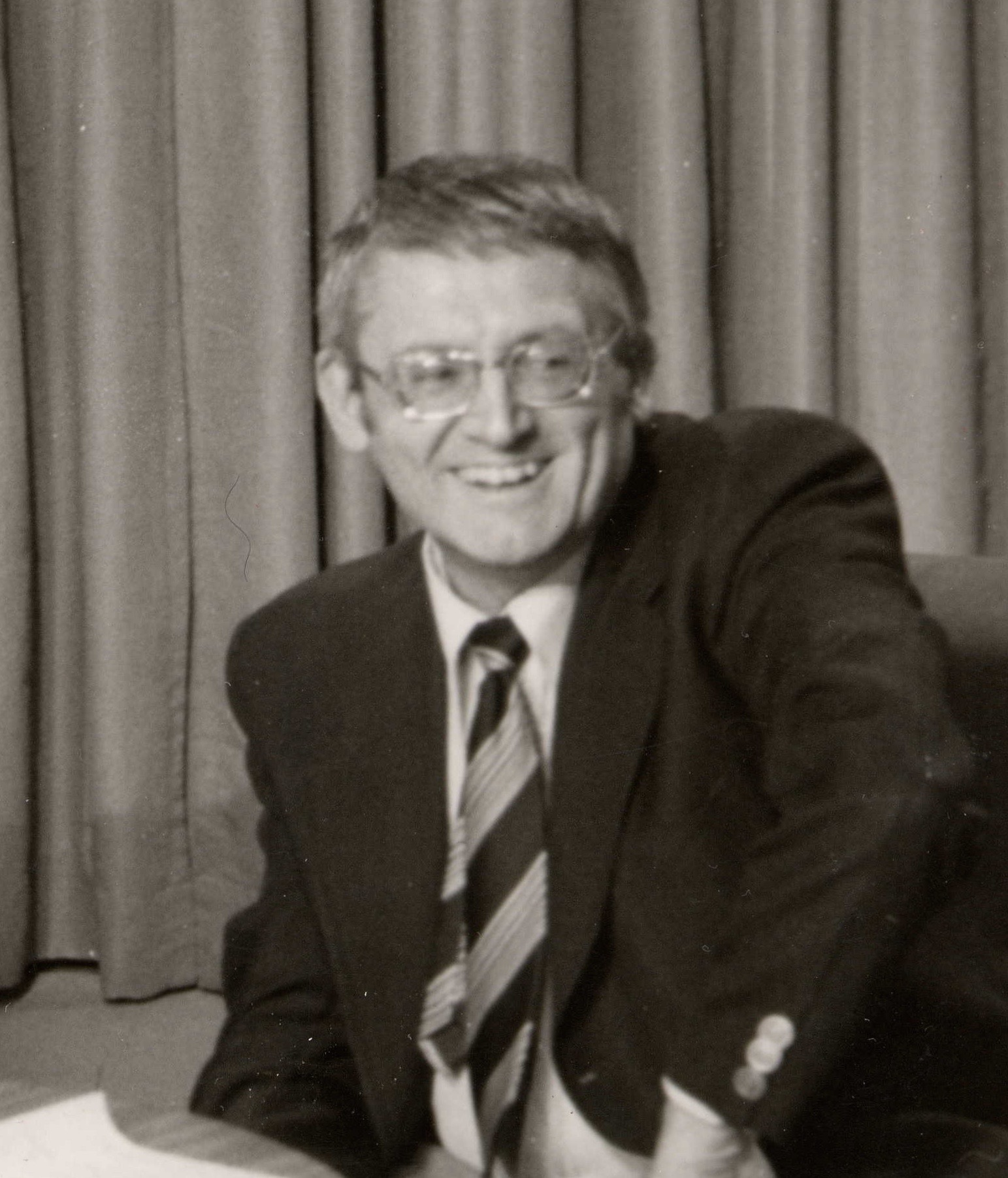
Pierre Fritsch

Pierre Fritsch (* 19. August 1930 in Jœuf, Département Meurthe-et-Moselle; † 30. August 2005 in Le Touquet-Paris-Plage, Département Pas-de-Calais) war ein französischer Feuilletonist und Schriftsteller. 

## Leben
Seine ersten literarischen Versuche stammten aus seiner Ausbildung. Da Fritsch nach eigenem Bekunden hierin eher seine Zukunft sah, gab er seinen Beruf in der Industrie auf und begann zu studieren. Zwischen 1970 und 1978 war er regelmäßig im Feuilleton der Zeitung Le Republicain Lorrain vertreten. 
Zu dieser Zeit hatte Fritsch bereits mit seinem ersten Roman – „Une enfance lorraine“ – sehr erfolgreich debütiert. Als er diesen Erfolg mit seinem nächsten Roman noch steigern konnte, gab er seinen Brotberuf auf und widmete sich nur noch seinen literarischen Werken. 
Pierre Fritsch starb 11 Tage nach seinem 75. Geburtstag in Le Touquet-Paris-Plage und fand dort auch seine letzte Ruhestätte.

## Ehrungen
- 1968 Prix du roman populiste für seinen Roman „Le royaume de la côte“
- 1970 Prix Claude-Farrère für seinen Roman „Nous cousins d'Allemagne“

## Werke (Auswahl)
Belletristik
- Une enfance lorraine. Roman. Grasset, Paris

1. Une enfance lorraine. 1966.
2. Nous cousins d'Allemagne. 1970.

- Le royaume de la côte. Roman. Grasset, Paris 1968.

Sachbücher
- Les Wendel. Rois de l'acier français. Laffont, Paris, 1976.

| Personendaten    | Personendaten                                     |
| ---------------- | ------------------------------------------------- |
| NAME             | Fritsch, Pierre                                   |
| KURZBESCHREIBUNG | französischer Feuilletonist und Schriftsteller    |
| GEBURTSDATUM     | 19. August 1930                                   |
| GEBURTSORT       | Jœuf, Département Meurthe-et-Moselle              |
| STERBEDATUM      | 30. August 2005                                   |
| STERBEORT        | Le Touquet-Paris-Plage, Département Pas-de-Calais |